# Clarias alluaudi
Clarias alluaudi är en fiskart som beskrevs av Boulenger, 1906. Clarias alluaudi ingår i släktet Clarias och familjen Clariidae. IUCN kategoriserar arten globalt som livskraftig. Inga underarter finns listade i Catalogue of Life.